# Wingo (azienda)
Aero República SA, operante come Wingo, è una compagnia aerea low-cost di proprietà di Copa Holdings. Copa ha annunciato la creazione di Wingo il 19 ottobre 2016 in sostituzione della maggior parte delle attività della sua altra controllata Copa Airlines Colombia, che era in perdita da diversi anni e aveva perso 29,7 milioni di dollari nella prima metà del 2016. Nel novembre 2019, Wingo ha annunciato Carolina Cortizo come amministratore delegato.

## Storia
Copa aveva dichiarato nel 2016 che Wingo sarebbe stata guidata da Catalina Bretón, un ex dirigente di JetBlue e Avianca, e che Eduardo Lombana, CEO di Copa Colombia, sarebbe stato responsabile dell'amministrazione, della finanza e delle operazioni della compagnia aerea. Wingo ha iniziato ad operare con quattro Boeing 737-700 precedentemente utilizzati da Copa Airlines, con il l'indicativo di chiamata e i codici di Copa Colombia; avrebbe inoltre rilevato le rotte della Copa Colombia, aggiungendo voli da Bogotà e Medellín all'aeroporto di Panama Pacifico. La nuova compagnia offre posti in un'unica classe.
Wingo ha iniziato le operazioni il 1º dicembre 2016 con un volo da Bogotà a Cancún.

## Flotta

### Flotta attuale
A dicembre 2022 la flotta di Wingo è così composta:

### Flotta storica
Wingo operava in precedenza con i seguenti aeromobili: